# توماس کرافت
توماس کرافت (Thomas Kraft) دروازه‌بان آلمانی و بازیکن فعلی تیم هرتابرلین میباشد.
کرافت متولد ۷ ژوئیه ۱۹۸۸ در آلمان غربی میباشد. 